# بيت قاسم (حجة)

تعديل مصدري - تعديل

بيت قاسم هي إحدى قرى عزلة جبل عيان بمديرية حجة التابعة لمحافظة حجة، بلغ تعداد سكانها 555 نسمة حسب تعداد اليمن لعام 2004.